# 許璟
許璟（？年—？年），福建莆田縣人。明朝政治人物，崇禎戊辰進士。

## 生平
崇禎元年（1628年）戊辰科進士。初授江西南昌府推官，崇禎十一年（1638年）任廣東韶州府推官。累遷湖廣叅議。張獻忠蹂躪楚中，許璟內外防禦，心力交瘁，卸職歸卒